# Sofie Keeser
Sofie Keeser (* 19. September 1924 in Nürnberg; † 20. April 1999 ebenda) war eine fränkische Volks-, Fernseh- und Theaterschauspielerin. Keeser stand über 50 Jahre auf Nürnberger Bühnen.

## Leben
Sofie Keeser spielte seit Mitte der 1930er Jahre Kindertheater und tanzte Ballett. 1944 legte sie die Schauspielprüfung ab.
Von 1946 bis 1995 gehörte sie dem Ensemble der Städtischen Bühnen Nürnberg an. In den 1950ern und 1960ern spielte sie in verschiedenen Stücken zeitgenössischer Dramatiker, aber auch klassische Dramen.
Zwischen 1948 und 1960 war sie das erste Nürnberger Christkind nach dem Zweiten Weltkrieg.
Als Tante Anna eröffnete Keeser seit der Uraufführung am 6. Oktober 1976 gut 22 Jahre lang Fitzgerald Kusz Komödie Schweig, Bub! mit dem Satz „Du, wou ham mir letzthin so a Leberknidlasuppm gessn?“ und wurde damit zur fränkischen Volksschauspielerin. Keeser prägte das Stück in zahllosen Aufführungen. Sie machte den ostfränkischen Dialekt mit ihrer von Witz und Schlagfertigkeit geprägten Rolle populär.
Es folgten weitere Mundartrollen im Rundfunk und im Fernsehen, darunter die der Liesel Schraier in der Fernsehserie Die Schraiers im regionalen Vorabendprogramm des Ersten und Florian III im Bayerischen Fernsehen. Auf der Bühne stand sie mit kleineren Rollen auch im Dehnberger Hoftheater.
1984 wurde sie neben Elizabeth Kingdon mit dem Preis der Stadt Nürnberg ausgezeichnet, 1986 verlieh ihr die Nürnberger Trichter Karnevalsgesellschaft den Goldenen Trichter.
Sofie Keeser wohnte 47 Jahre lang in der Oskar-von-Miller-Straße. Nach ihrem Tod benannte die Stadt Nürnberg einen Weg von dort zum Flachweiher und Kleinen Dutzendteich im Volkspark Dutzendteich nach ihr.

## Theater
Keeser spielte an den Nürnberger Städtischen Bühnen Rollen in klassischen Dramen, aber auch in Wir sind noch einmal davongekommen von Thornton Wilder, Antigone von Jean Anouilh, Mutter Courage und ihre Kinder von Bertolt Brecht, Der Belagerungszustand von Albert Camus und Der König stirbt von Eugène Ionesco.

## Filmografie
- 1983: Zwei ausgeflippte Omas (auch bekannt als: Marianne und Sophie)
- 1983: Eisenhans
- 1986: Goldkronach
- 1988: Himmelsheim
- 1994: Florian III

## Auszeichnungen und Ehrungen
- 1984: Preis der Stadt Nürnberg
- 1986: Goldener Nürnberger Trichter der Nürnberger Trichter Karnevalsgesellschaft e.V. 1909
- 2001: Sofie-Keeser-Weg in Nürnberg am Volkspark Dutzendteich